# Мариамна (вторая жена Ирода)
Мариа́мна (Мариа́мма, ивр. מִרְיָם הַחַשְׁמוֹנָאִית‎ — Мирьям ха-Хашмонаит; родилась около 54 года до н. э. — казнена в 29 году до н. э., Иерусалим, Иудейское царство) — жена иудейского царя Ирода Великого из влиятельной династии Хасмонеев.

## Биография
Происходила из династии Хасмонеев. Была дочерью Александра Янная II и Александры, дочери царя и первосвященника Гиркана II. Её мать, желая спасти династию, около 42 года до н. э. приняла решение выдать Мариамну за Ирода, бывшего тогда тетрархом Галилеи. Состоялось обручение, но брак был заключён только в 37 году до н. э., когда войска Ирода при поддержке римлян штурмовали Иерусалим.
Иосиф Флавий сообщает о Мариамне следующее: «красотою своею и уменьем с достоинством держать себя она превосходила всех своих современниц». Ирод очень сильно любил свою жену, но она относилась к нему с неприязнью, так как Ирод, борясь с Хасмонеями, уничтожил всю её семью и «она нисколько не стеснялась высказывать ему это прямо». При этом Мариамна сохраняла верность своему мужу, но «несмотря на всё своё подчинение и покорность ему, нередко давала ему чувствовать свои капризы», оставаясь при этом уверенной, что он оградит её от всяких неприятностей. При этом влияние Мариамны на Ирода было огромным. Например, когда её мать захотела чтобы её сын Аристобул стал первосвященником, то Ирод возвёл юношу в это достоинство по просьбе своей жены.

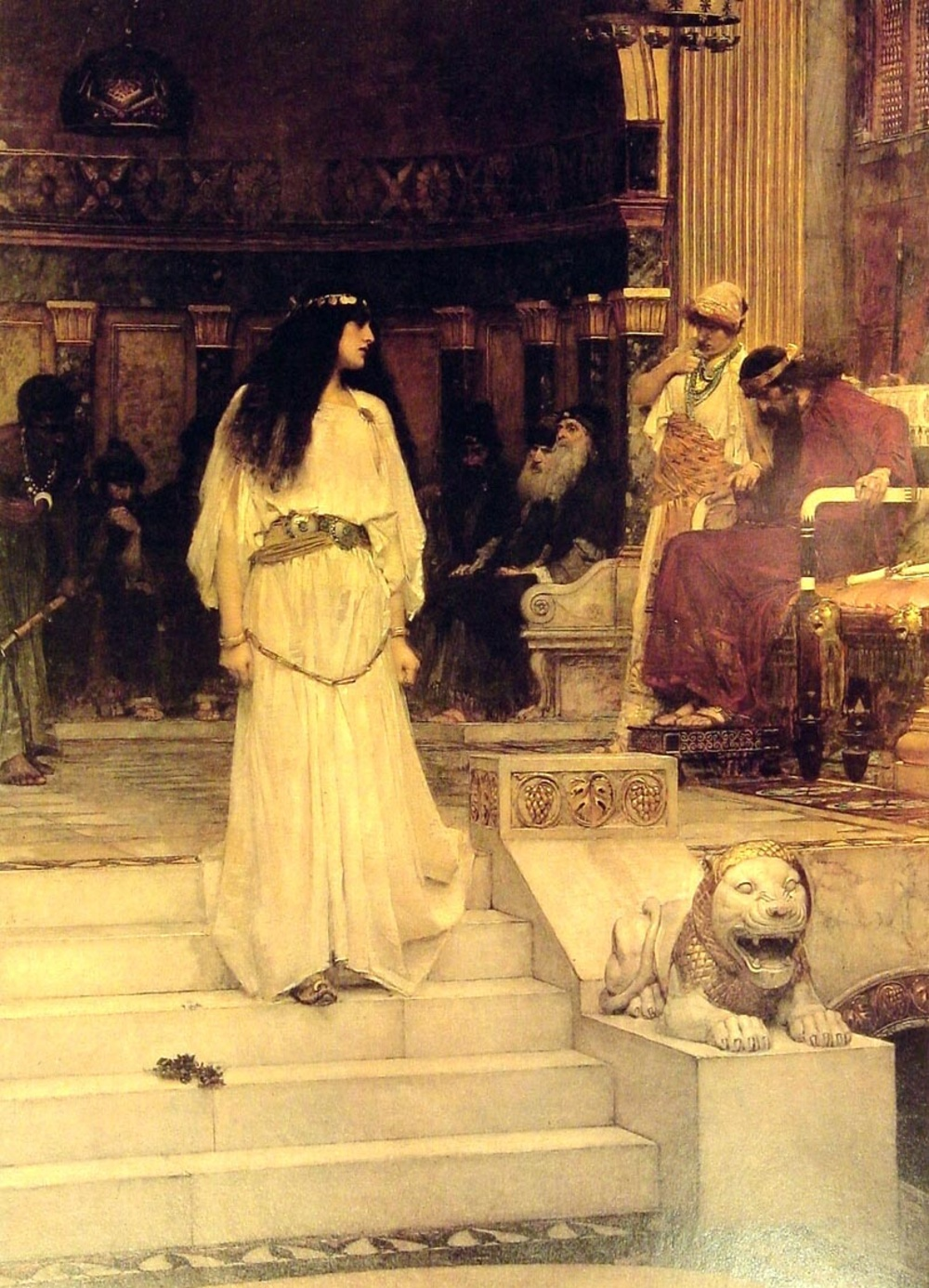
Мариамна покидает суд Ирода
(Джон Уотерхаус, 1887 год)

Большое недовольство Мариамна вызывала у родственников царя. Мать и сестра Ирода убедили его, что супруга желает отравить его и он предал её суду:

При этом Ирод нисколько не сдерживал себя и был вспыльчивее, чем бы следовало при судебном разбирательстве. В конце концов присутствующие, видя такое настроение царя, приговорили Мариамну к смерти.

После вынесения приговора Ирод вначале не стал приводить его в исполнение и заточил Мариамну в одном из дворцов, но затем под давлением своей сестры Саломеи, пугавшей его народными волнениями, приказал убить Мариамну. Иосиф Флавий сообщает, что «сама она совершенно бесстрашно и не изменившись в лице пошла на казнь, даже в последнюю минуту являя всем доказательство своего благородства». При этом её мать, Александра, желая реабилитировать себя в глазах Ирода, в течение всего её пути на эшафот обвиняла свою дочь в неблагодарности и измене. Мариамна была казнена в 29 году до н. э.
После казни супруги «любовь царя к ней возросла ещё более, чем то было когда-либо раньше». Ирод пытался найти утешение в охоте и пирах, но успокоения не получил. В честь Мариамны Ирод воздвиг в Иерусалиме башню и дал ей имя убитой супруги.

## Талмудическая легенда
Талмудическая легенда, представляющая Ирода рабом, взбунтовавшимся против своих хозяев из дома Хасмонеев, рассказывает, что, убивая всех представителей рода Хасмонеев, Ирод планировал оставить в живых полюбившуюся ему  юную Мариамну и жениться на ней.
Однако, в соответствии с легендой, Мариамна отказалась выходить замуж за Ирода. Она забралась на крышу дома и, громко объявив: «Каждый, кто объявит себя принадлежащим к дому Хасмонеев — раб», сбросилась с крыши. Легенда рассказывает далее, что Ирод сохранял труп Мариамны в течение 7 лет в меду, и упоминает расхожие мнения о причинах такого поступка: в то время, как некоторые утверждали, что Ирод совершал половой акт с мёртвым телом ради утоления страсти к Мариамне, другие объясняли, что поведение Ирода было вызвано стремлением объявить себя полноправным представителем Хасмонеев, породнившимся с последней представительницей царского рода.

## Образ в культуре
- Трагедия «Мариамна» (Тристан Лермит, 1637 год)
- Драма «Мариамна» (Вольтер, 1723 год)
- Стихотворение «Плач Ирода о Мариамне» (Джордж Гордон Байрон, 1815 год)
- Опера «Erode; ossia, Marianna» (Саверио Меркаданте, 1825 год)
- Драма «Ирод и Мариамна» (Кристиан Фридрих Хеббель, 1850 год)
- Повесть «Мариамна» (Пер Лагерквист, 1967 год)